# Pan Pacific Open 2009
2009 Toray Pan Pacific Open var en tennisturnering som blev spillet udendørs på hard courts. Det var den 36. udgave af Toray Pan Pacific Open, som er en del af Premier Series på WTA Tour 2009. Den blev spillet på anlægget Ariake Coliseum i Tokyo, Japan, fra 27. september til 2. oktober 2009.

## WTA adgang

### Seedning
| Land | Spiller             | Rank1 | Seeding |
| ---- | ------------------- | ----- | ------- |
| RUS  | Dinara Safina       | 1     | 1       |
| USA  | Venus Williams      | 3     | 2       |
| RUS  | Elena Dementieva    | 4     | 3       |
| DEN  | Caroline Wozniacki  | 5     | 4       |
| RUS  | Svetlana Kuznetsova | 6     | 5       |
| RUS  | Vera Zvonareva      | 7     | 6       |
| SRB  | Jelena Janković     | 8     | 7       |
| BLR  | Victoria Azarenka   | 9     | 8       |
| ITA  | Flavia Pennetta     | 10    | 9       |
| SRB  | Ana Ivanović        | 11    | 10      |
| POL  | Agnieszka Radwańska | 12    | 11      |
| AUS  | Samantha Stosur     | 13    | 12      |
| RUS  | Nadia Petrova       | 14    | 13      |
| FRA  | Marion Bartoli      | 15    | 14      |
| CHN  | Li Na               | 16    | 15      |
| FRA  | Virginie Razzano    | 18    | 16      |

- seedning er baseret på ranking den 21. september, 2009.

### Anden adgang
Følgende spiller modtog et Wildcard til hovedturneringen i single:
- Dinara Safina
- Ai Sugiyama
- Ayumi Morita
- Kimiko Date-Krumm

Følgende spiller modtog adgang via kvalifikationsturneringen:
- Kateryna Bondarenko
- Anastasia Pavlyuchenkova
- Jill Craybas
- Alexa Glatch
- Andrea Petkovic
- Urszula Radwańska
- Sania Mirza
- Chang Kai-Chen

## Mester

### Single
Maria Sharapova def.  Jelena Janković, 5–2 (ret)
- Det var Sharapovas første titel i 2009 og den 20ende i hendes karrierer. Det var hendes første titel siden April 2008 og hendes anden sejre i turneringen, da hun også vandt 2005.

### Double
Alisa Kleybanova /  Francesca Schiavone def.  Daniela Hantuchová /  Ai Sugiyama, 6–4, 6–2

## Eksterne links
- Official website Arkiveret 21. april 2009 hos  Wayback Machine